# Martin Seligman

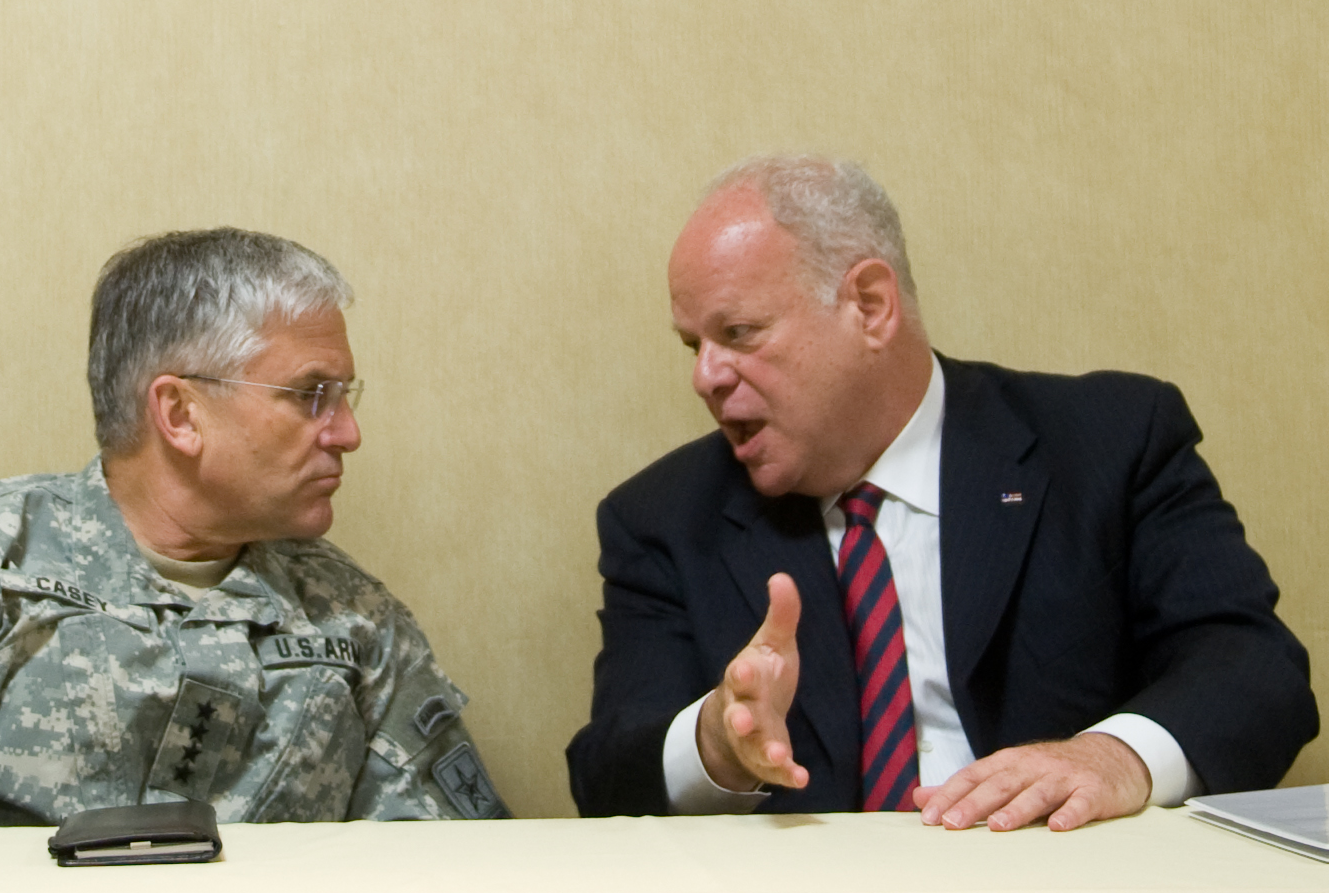
Martin Seligman (z prawej) w rozmowie z gen. George’em W. Caseyem Jr. na Uniwersytecie Pensylwania w 2009 roku

Martin Seligman (ur. 12 sierpnia 1942 w Albany) – amerykański psycholog. Twórca teorii wyuczonej bezradności. Profesor University of Pennsylvania. Twórca pojęcia „psychologia pozytywna”, dyrektor Positive Psychology Center.

## Badania
Seligman i Maier prowadzili eksperymenty na zwierzętach. Umieszczali psy w klatce tak, by nie mogły one uniknąć porażenia prądem elektrycznym. Po pewnym czasie i kilkunastu nieskutecznych próbach uniknięcia bólu psy kładły się na podłodze i biernie znosiły cierpienie. Wykazano, że zwierzęta nie podejmują prób odzyskania kontroli nawet wtedy, gdy przeniesiono je do klatki, z której mogły łatwo uciec, przeskakując barierkę. Zachowanie to wynikało z tego, że psy zostały nauczone bierności i bezradności.
Badania i koncepcje Seligmana pozwalają lepiej zrozumieć mechanizm powstawania zaburzeń depresyjnych u ludzi.
Seligman jest zaliczany do grona najbardziej wpływowych psychologów XX wieku.

## Publikacje
- Seligman, Martin E. P. (1975). Helplessness: On Depression, Development, and Death. San Francisco: W.H. Freeman. ISBN 0-7167-0752-7 (Paperback reprint edition, W.H. Freeman, 1992, ISBN 0-7167-2328-X)
- Seligman, Martin E. P. (1991). Learned Optimism: How to Change Your Mind and Your Life. New York: Knopf. ISBN 0-671-01911-2 (Paperback reprint edition, Penguin Books, 1998; reissue edition, Free Press, 1998)
- Seligman, Martin E. P. (1993). What You Can Change and What You Can’t: The Complete Guide to Successful Self-Improvement. New York: Knopf. ISBN 0-679-41024-4 (Paperback reprint edition, Ballantine Books, 1995, ISBN 0-449-90971-9)
- Seligman, Martin E. P. (1996). The Optimistic Child: Proven Program to Safeguard Children from Depression & Build Lifelong Resilience. New York: Houghton Mifflin. (Paperback edition, Harper Paperbacks, 1996, ISBN 0-06-097709-4)
- Seligman, Martin E. P. (2002). Authentic Happiness: Using the New Positive Psychology to Realize Your Potential for Lasting Fulfillment. New York: Free Press. ISBN 0-7432-2297-0 (Paperback edition, Free Press, 2004, ISBN 0-7432-2298-9)
- Seligman, Martin E. P. (2004). '„Can Happiness be Taught?”. Daedalus, Spring 2004.
- Peterson, Christopher, & Seligman, Martin E. P. (2004). Character Strengths and Virtues. Oxford: Oxford University Press. ISBN 978-0-19-516701-6.
- Seligman, Martin E. P. (2011). Flourish: A Visionary New Understanding of Happiness and Well-being. New York: Free Press. ISBN 978-1-4391-9075-3.